# Dalbergiella
Dalbergiella é um género botânico pertencente à família Fabaceae.
O género foi descrito por Edmund Gilbert Baker  e publicado em J. Bot. 66 Suppl.: 127. 1928.
Trata-se de um género reconhecido pelo sistema de classificação filogenética Angiosperm Phylogeny Website.

## Espécies
O género tem 4 espécies descritas, das quais 3 são aceites:
- Dalbergiella gossweileri Baker f.
- Dalbergiella nyassae Baker f.
- Dalbergiella welwitschii (Baker) Baker f.